# Domiziana Giordanová
Domiziana Giordanová (* 4. září 1959 Řím) je italská herečka a výtvarnice. Původně se chtěla stát v duchu rodinné tradice architektkou, pak studovala na Accademia Nazionale di Arte Drammatica Silvio D'Amico a New York Film Academy a pracovala jako asistentka režie. Jako filmová herečka debutovala v roce 1982 v komedii Maria Monicelliho Moji přátelé II. Andrej Tarkovskij ji obsadil do hlavní ženské role tlumočnice Eugenie ve filmu Nostalgie, kde se uplatnil její výrazný typ v boticelliovské stylizaci. Hrála dceru Lva Davidoviče Trockého v životopisném snímku Zina (cena pro nejlepší herečku na festivalu Fantasporto 1986) a Matu Hari v seriálu Mladý Indiana Jones, objevila se také ve filmech Nová vlna, Interview s upírem a Mario a kouzelník. Poslední film natočila v roce 2003, pak se zaměřila na sochařství, fotografii a videoart, dvakrát se zúčastnila Biennale di Venezia. Věnuje se také sociologii umění a poezii, píše pravidelné komentáře pro deník Il Sole 24 Ore, vystupovala v televizní reality show L'Isola dei Famosi.

## Filmografie
- 1982 Moji přátelé II
- 1983 Nostalgie
- 1984 Bakom jalusin
- 1985 Zina
- 1987 Strana la vita
- 1989 Normality
- 1990 Nová vlna
- 1994 Interview s upírem
- 1994 Mario a kouzelník
- 1997 Finalmente soli
- 2000 Canone inverso - milostný příběh
- 2003 Il Quaderno della spesa